# Roorda van Genum
Roorda van Genum was een Friese kruisvaarder, die samen met zijn broer Johan Roorda van Genum in 1215 deelnam aan de Vijfde Kruistocht.
Toen paus Innocentius III in 1215 opriep tot de Vijfde Kruistocht, gaven de hoofdeling Ruurt Fransesz Roorda van Genum en zijn broer Johan Fransesz Roorda van Genum gevolg aan de oproep. Zij scheepten zich in, net als vele andere Friezen en Hollanders, en voeren uit om onder leiding van Willem I van Holland te strijden. Toen ze in het Heilige Land aankwamen, stonden de legers van de christenen tegenover de Saracenen. Een Moorse prins stapte in volle wapenuitrusting uit het leger van de Saracenen naar voren en begon de christenen te bespotten en uit te dagen. Toen hij de christenen opriep tot een tweestrijd nam Roorda van Genum de uitdaging aan. Hij wist de Moor te doden, onthoofdde hem en nam het hoofd van de prins op de punt van zijn zwaard mee terug naar het leger van de christenen. Na deze kloeke daad mocht het geslacht van Genum een Moors hoofd op zijn wapen voeren en werd Roorda tot ridder geslagen. Met zijn broer Johan Roorda van Genum liep het minder goed af; hij sneuvelde in de strijd tegen de moslims. Van de Roordastate, waar Roorda van Genum woonde, is tegenwoordig niets meer te vinden. Tot 1605 werd de stins bewoond.
De patriarch van Jeruzalem gaf in 1218 blijk van grote waardering voor de Friezen door te verklaren dat: 
alle, die van Oostergo, dewelken het kruis aangenomen hebben, en zo op hunne reis naar Jeruzalem, als naderhand, wanneer ze met ons in Egypte aangekomen zijn, groote moeyelykheden in zwaarigheden en onkosten geleeden hebben [...] En wij geeven eene loflijke getuigenis aan het Vriesche Volk; omdat de voorgemelden zich wel gedragen en in dienst van Jezus Christus Godvruchtlijk gearbeid hebben.